# Leopold Baumgartner
Leopold „Leo“ Baumgartner, in Australien The Little Professor bzw. The Little Professor of Soccer oder auch Sabrina genannt, (* 14. März 1932 in Wien, Österreich; † 17. November 2013 in Coffs Harbour, New South Wales, Australien) war ein österreichisch-australischer Fußballspieler und -trainer.

## Karriere

### Karrierebeginn in Wien und Einsätze in Kapfenberg
Leopold Baumgartner wurde am 14. März 1932 in Wien geboren, musste jedoch von hier mit seiner Mutter im Zweiten Weltkrieg fliehen, als das Haus, in dem sie lebten, einem Bombenangriff zum Opfer fiel. Später kehrte die Familie wieder nach Wien zurück, wo Baumgartner anfangs für lokale Amateurklubs zum Einsatz kam. Bereits als Zwölfjähriger spielte er in der Herrenmannschaft des damaligen Zweitligisten WFC 20. Nachdem er in weiterer Folge beim Wiener AC aktiv gewesen war, wurde er aufgrund seines Talents vom SK Rapid Wien entdeckt und zu ebendiesem gelotst. Etwa mehr als ein Jahrzehnt davor hatte der später in Schweden tätige Walter Probst (1918–2007) den gleichen Weg bestritten und war im Jahre 1935 über den WFC 20 und den WAC zu Rapid gekommen. Als 16-Jähriger nahm Baumgartner an Länderspielen der österreichischen U-18-Junioren teil und absolvierte in weiterer Folge zwei Spielzeiten bei der Kapfenberger SV in der damaligen Staatsliga B.

### Torjäger bei Austria Wien
Im Jahre 1953 erfüllte sich daraufhin, wie Baumgartner selbst in seiner 1968 erschienenen Autobiografie schreibt, ein Kindheits- bzw. Jugendtraum, als er vom zweiten Wiener Großklub Austria Wien ein Angebot erhielt, für den Klub in der Staatsliga A zu spielen. Mit den Kapfenbergern hatte er zuvor noch in der Saison 1952/53 in der Staatsliga B um den Aufstieg ins Oberhaus gespielt, unterlag jedoch in der nachfolgenden Relegation dem SV Austria Salzburg mit einem Gesamtergebnis von 3:7. Dort spielte er unter anderem an der Seite von Spielern wie Ernst Ocwirk, Ernst Stojaspal oder Ernst Melchior, kam aber in der Anfangszeit zu wenig Einsätzen in der Staatsliga A, wurde jedoch des Öfteren in Testspielen und bei den zahlreichen weltweiten Tourneen des Klubs eingesetzte.
Unter Wudi Müller, dem längstdienenden Trainer in der Vereinsgeschichte, wurde er in der Spielzeit 1953/54 für den amtierenden Meister in lediglich sechs Meisterschaftsspielen der Staatsliga A eingesetzt. Während er in der Liga noch torlos blieb, steuerte er bei 21 Freundschafts- und Testspielen in dieser Saison bereits 15 Tore bei und zeigte seine Torgefährlichkeit. Im Endklassement der Staatsliga A rangierte die Austria mit drei Punkten Rückstand auf Rapid auf dem zweiten Tabellenplatz.
Von Ende Dezember 1954 bzw. Anfang Jänner 1955 bis Mitte Februar 1955 absolvierte er mit der Austria eine Tournee durch Südamerika, wo Spiele in Brasilien, Argentinien, Uruguay und Peru absolviert wurden. Bereits davor hatte er kurz vor Beginn der Winterpause mit dem Team einige Spiele in Frankreich und den Niederlanden absolviert. Im Frühjahr und Sommer des gleichen Jahres absolvierte er mit der Mannschaft weitere Spiele in Frankreich und Skandinavien (dabei vor allem in Schweden). Von den 43 Einsätzen in dieser Saison absolvierte er lediglich 14 von 26 möglich gewesenen in der Liga, wobei er drei Tore beisteuerte, und kam in den restlichen 29 Partien in Freundschafts- und Testspielen, in denen er sechs Mal zum Torerfolg kam, zum Einsatz. In der Endtabelle der Staatsliga A belegten die Veilchen 1954/55 den fünften Platz.
Spätestens ab der Saison 1955/56 gehörte Baumgartner der Stammformation in Wiener Austria an. Die einstigen Torjäger Stojaspal und Melchior waren bereits 1954 ins Ausland gegangen, womit Baumgartner die Möglichkeit erhielt, sich als Stürmer durchzusetzen. Mit 13 Treffern, die er bei seinen 18 Meisterschaftseinsätzen in dieser Spielzeit erzielte und dabei des Öfteren die Vorlagen von Ocwirk, der das Team zum Saisonende in Richtung Italien verließ, bekam, war er der beste Torschütze der Violetten. Ein Titel blieb Baumgartner jedoch abermals verwehrt; die Austria rangierte am Ende auf dem vierten Platz. Hinzu kamen in dieser Saison Einsätze in 32 Test- und Freundschaftsspielen, bei denen er insgesamt zwölf Tore erzielte. Mit der Austria tourte er dabei unter anderem in den Wintermonaten durch Nord-, Mittel- und Südamerika oder war in den Sommermonaten in Polen oder Frankreich im Einsatz.
1956/57 bestritt er mit der Austria anfangs die jährlichen Testspiele in Frankreich und trat mit der Mannschaft auch in Spielen in der Sowjetunion an. Ende August 1956 startete er mit der Mannschaft erfolgreich in die neue Saison und konnte sich bei ersten Saisonspiel, einem 3:2-Heimsieg über den Wiener AC, gleich in der zweiten Spielminute mit einem Elfmetertor als Torschütze eintragen. Beim nachfolgenden Auswärtsspiel gegen Kapfenberg setzte es wenige Tage später einen 5:2-Auswärtserfolg der Wiener, bei dem Baumgartner gleich vier Tore beisteuerte. Bis zur Winterpause hatte er es bei 14 Ligaeinsätzen auf 13 Treffer gebracht und bereiste in weiterer Folge mit dem Wiener Großklub Spanien, die Türkei und Israel. In die Rückrunde im Frühjahr startete Baumgartner allerdings verhalten. Nach drei absolvierten Meisterschaftsspielen hatte er noch keinen Treffer erzielt und wurde in den nachfolgenden Ligaspielen von Trainer Leopold Vogl geschont und im April und Mai 1957 vor allem in Freundschafts- und Testspielen eingesetzt. Erst in der 21. Runde fand er wieder den Weg zurück in die Startformation, der er daraufhin wieder bis zum Saisonende angehörte. Bei 23 Ligaspielen brachte es der gebürtige Wiener auf 19 Treffer, war damit abermals mannschaftsinterner Torschützenkönig und gehörte zumindest zu den Top 5 der Liga. In seinen 33 anderen Einsätzen in dieser Saison erzielte er 30 Treffer.
In der darauffolgenden Saison startete er mit der Austria unter dem neuen Trainer Karl Adamek in die Saisonvorbereitung mit einem Spiel in Ägypten und trat daraufhin Ende August 1957 eine zehnwöchige Reise durch Australien und Neuseeland an, wobei er seine Frau und seine damals einjährige Tochter Sonja zurücklassen musste. Bei dieser Reise fiel er durch die Vielzahl an erzielten Toren auf. Bei 15 Einsätzen kam er 23 Mal zum Torerfolg. In Australien war er vor allem von den weitläufigen Straßen, der Größe der Einfamilienhäuser, den freundlichen Menschen, dem Klima und vor allem den weißen Stränden angetan und hatte des Öfteren das Verlangen, diese Eindrücke mit seiner Familie zu teilen. Nachdem die Mannschaft im August 1957 wieder nach Österreich zurückgekehrt war, startete Baumgartner in die Spielzeit 1957/58, zehrte jedoch noch immer von den gewonnenen Eindrücken der zehnwöchigen Tournee. Mit Karl Jarosch (auch Karl Jaroš oder Karl Jaros genannt), seinem ein halbes Jahr älteren Teamkollegen und engsten Freund in der Austria-Mannschaft, unterhielt er sich in weiterer Folge über Australien und bemängelte seine persönliche finanzielle Situation bei der Austria. Der damalige Masseur der Wiener, der dieses Gespräch mitangehört hatte, bot daraufhin an, einem tschechischen Freund, der in Sydney lebte, einen Brief zu schreiben, um die beiden womöglich zum dort ansässigen und durch tschechoslowakische Einwanderer gegründeten Sydney Prague FC zu lotsen.

### Emigration nach Australien
Was die beiden anfangs noch belächelten und nicht für möglich hielten, wurde kurze Zeit später Wirklichkeit, als die beiden vom besagten Klub, dessen Verantwortlichen die beiden von ihrer Tournee kannten, Angebote erhielten nach Australien zu wechseln. Da die Australian Soccer Football Association, der Vorgängerverband vor der heutigen Football Federation Australia, kein ordentliches Mitglied der FIFA war, bedurfte es auch keiner Freigabe der Austria, um nach Australien zu wechseln. In seiner letzten Saison in Österreich hatte er bei 27 Einsätzen 36 Tore erzielt, davon fünf Tore in acht Meisterschaftspartien. An Bord des Immigrantenschiffs MS Flaminia, das unter anderem in den 1950er Jahren von Triest und Genua nach Australien verkehrte, ging es für die beiden samt Familie von Genua nach Melbourne und von hier mit dem Flugzeug weiter nach Sydney. In Genua wurden sie bis zur Abreise von Baumgartners ehemaligen Mitspieler Ernst Ocwirk, der als Torjäger bei Sampdoria Genua mittlerweile auch in Italien als Starspieler galt, unterstützt. In Australien wurde den beiden Spielern für die ersten sechs Monate gleich ein Haus mit sechs Schlafzimmern in der Sydneyer Vorstadt Marrickville bereitgestellt und auch für Lebensmittel und Kleidung wurde gesorgt. Das erste Spiel mit den in Australien als österreichische Starspieler gepriesenen Baumgartner und Jarosch endete jedoch noch vor rund 7.500 Zuschauern in einer klaren 2:7-Niederlage gegen den Lokalrivalen Sydney Hakoah, was auch auf die lange Anreise und die fehlende Akklimatisation zurückzuführen war. Im Endklassement erreichten die beiden mit ihrem neuen Verein den vierten Platz, woraufhin auch erstmals österreichische Medien auf den australischen Fußball aufmerksam wurden.
Baumgartner erhielt von den Verantwortlichen des Vereins von Beginn an vollstes Vertrauen und vermittelte einige weitere österreichische Spieler zum Sydney FC Prague, unter anderem Walter Tamandl, András Sági und Eric(h) Schwarz. 1959 folgten unter anderem die Brüder Herbert und Erwin Ninaus aus der Steiermark, wobei der ältere Herbert bis zu seinem Tod im Jahre 2015 in Australien blieb und der jüngere Erwin nach zwei Jahren wieder die Heimreise antrat. Spätestens in der darauffolgenden Saison war Baumgartner als Torjäger in Australien angekommen. Nach dem Gewinn des Ampol Cups mit einem 7:0-Finalsieg über Auburn in der Saisonvorbereitung gewann er mit dem Team auch die anschließende Meisterschaft und war mit 32 Treffern äußerst torgefährlich. So erzielte er beim Finalspiel der Meisterschaft, einem Sieg über APIA Leichhardt, vor der Kulisse von etwa 13.000 Zusehern zwei Tore. Sein ehemaliger Mitspieler, der Torhüter Ron Lord, sprach später davon, dass Baumgartner seine Tore zum Teil mit einer gewissen Arroganz erzielte und aufgrund seines Talents einige Kunststücke beim Erzielen von Toren vorführte. In diesem Jahr vertrat er auch erstmals eine Auswahl von Soccer NSW, der Vorgängerorganisation des heutigen Football NSW, dem Fußballverband von New South Wales, und absolvierte für diese drei Spiele gegen den costa-ricanischen Klub Deportivo Saprissa, wobei er sogar als Mannschaftskapitän in Erscheinung trat. In der Mannschaft, die nunmehr aus mehreren Österreichern und Deutschen (unter anderem Les Scheinflug) bestand, hielt es ihn jedoch nicht mehr lange.

### Wechsel zu Canterbury
Im Jahre 1960 wechselte er innerhalb des Bundesstaates und der Liga (Division One) zu der weitgehend aus jungen Spielern bestehenden Mannschaft von Canterbury-Marrickville, die seit 1958 vom Ungarn Joe Vlatsis trainiert wurde. Dort traf er unter anderem auf die Brüder Johnny und Geoff Warren, Johnny Watkiss oder Ron Corry, von denen der Großteil einige Jahre später in der australischen Nationalmannschaft spielte. In seinem 2002 veröffentlichten Buch Sheilas, Wogs and Poofters; An Incomplete Biography of Johnny Warren & Soccer In Australia beschreibt Johnny Warren Baumgartner als Publikumsliebling, der am Ball unglaublich gut war und stets versuchte die Zuschauer zu unterhalten. In ebendieser Zeit wurde auch der damalige australische Fußballverband im Jahre 1960 endgültig von der FIFA ausgeschlossen. Grund waren diverse weitere Wechsel europäischer Spieler, die von australischen Klubs abgeworben wurden, wodurch die europäischen Vereine, die keine Ablösegelder erhielten, mitunter finanziellen Schaden nahmen und teilweise auch auf sportlicher Ebene in eine prekäre Lage kamen. Auch in Canterbury, die als Underdogs der Liga galten, hielt es ihn nur ein Jahr, wobei er in ebendiesem große Erfolge feierte. Mit 30 Treffern zeigte er sich abermals als offensiv starker Angreifer und führte seine Mannschaft in das saisonabschließende Finale gegen seinen Ex-Klub Sydney FC Prague. Dort gelang es ihm, als Canterbury bereits mit 1:2 zurücklag, unter Mithilfe seiner Teamkameraden das Spiel noch zu drehen. Er selbst erzielte den Ausgleichstreffer zum 2:2, der in weiterer Folge zum Tor des Jahres gewählt wurde, und die Mannschaft gewann die Partie noch mit 5:2. 1960 erhielt er zudem den Titel Mr. Soccer. Obgleich er als Fußballspieler als Star galt, lebte er nicht nur hiervon, sondern arbeitete auf Teilzeitbasis auch als Betreiber einer Kantine in einem Migrantenhotel an der South Coast.

### Über South Coast zu APIA und weitere Engagements
Nach nur einem Jahr bei Canterbury schloss er sich als Spielertrainer dem Klub South Coast United an, blieb dort allerdings nur für vier Spiele. Um ihre Saison zu retten, engagierten die Verantwortlichen von APIA Leichhardt den österreichischen Starspieler, bezahlten dafür South Coast eine Ablösesumme und gaben ihnen im Austausch für ihren Star auch noch vier APIA-Spieler als Draufgabe. Daraufhin waren fast 500 Zuseher beim ersten Training unter Baumgartner dabei. Jedoch blieb dieses Spieljahr beim vor allem aus ausgewanderten Italienern bestehenden Klub unter den Erwartungen, als APIA im Endklassement auf dem sechsten Platz rangierte. Bereits zu seiner aktiven Zeit beim Sydney FC Prague hatte Baumgartner von den konkurrierenden Italiener von APIA den Spitznamen Sabrina erhalten und trug diesen auch teilweise noch während seiner nunmehrigen Zeit bei APIA. Nach einem knappen Jahr als Spielertrainer bei APIA wurde Baumgartner im Jahre 1962 zum Trainer von Sydney Croatia, einem weiteren Team aus der Region, sowie zum Trainer der Auswahlmannschaft des Bundesstaates New South Wales gewählt. Gleichzeitig erhielt er auch noch eine administrative Tätigkeit bei APIA Leichhardt; seine Tätigkeit als dortiger Spielertrainer hatte er noch zusätzlich inne. Dennoch war er mit all seinen Teams in diesem Jahr weitgehend erfolgreich: mit der NSW-Auswahl gewann er ungeschlagen das Turnier der australischen Bundesstaaten, mit APIA Leichhardt kam er immerhin in das Halbfinale der Division 1 und mit Sydney Croatia schaffte er den Aufstieg aus der Division 2.
Nach dem Aufstieg mit Croatia gab der vielbeschäftigte Baumgartner seinen dortigen Trainerjob auf, blieb aber weiterhin mit seinen anderen Aufgaben betraut. Auf das sportlich erfolgreiche Jahr 1962 folgte für Baumgartner ein durchweg negatives bzw. schwieriges Jahr 1963. Ende Februar 1963 wurde er zusätzlich noch mit der Arbeit als Director of Coaching beim Fußballverband von NSW betraut. Außerdem trat er, nachdem ein Verantwortlicher an ihn herangetreten war, kurzzeitig als Leiter eines Jugendfußballcamps in Erscheinung und musste, aufgrund der Unfähigkeit der Organisatoren, das Camp noch am selben Tag, an dem es startete, selbst für 100 Jungen organisieren. Kurz darauf trat der Offensivakteur als Kapitän und Trainer der Auswahlmannschaft des Bundesstaates New South Wales zurück und nannte als Gründe die Verpflichtungen gegenüber seinem Klub und die finanzielle Belastung für seine Familie, sollte er womöglich verletzungsbedingt ausfallen. Von den Funktionären, repräsentiert durch Giacomo „Jim“ Bayutti, wurde er aufgrund seines Rücktritts lebenslang für die Auswahlmannschaft von NSW gesperrt.
Zudem lief es auch auf Klubebene nicht optimal; APIA verlor das Finalspiel um die Meisterschaft am Sydney Showground gegen South Coast vor einer Kulisse von über 30.000 Zusehern deutlich und lag dabei bereits nach 20 Minuten mit 0:3 zurück. Ein Platzsturm der aufgebrachten APIA-Anhänger führte zu einer kurzzeitigen Unterbrechung, da die Polizei die Zuschauer wieder zurückdrängen musste, damit das Spiel beendet werden konnte. Nach dem verpatzten Spiel um den Meistertitel wurde Baumgartner vorgeworfen, die Begegnung mit seiner Mannschaft absichtlich verloren zu haben. Hinzu kam auch noch ein frühes Ausscheiden der Mannschaft gegen Slavia Melbourne im Viertelfinale des Australia Cups. In weiterer Folge wurde er für eine Ablösesumme von 1.200 Australischen Pfund auf die Transferliste gesetzt. Des Weiteren wurde ihm mitgeteilt, dass er es aufgrund seiner österreichischen Abstammung in einem von größtenteils Italienern geführten Klub ohnehin nicht leicht haben würde.
Zumindest erfolgte in diesem Jahr nach mehrjährigen Streitigkeiten eine Einigung der beteiligten Vereine um die Ablöse von Baumgartner von der Austria. Bereits im Juni 1959 hatte die Austria vom Sydney FC Prague ein Angebot über 250.000 Österreichische Schilling für Baumgartner, Tamandl, Jarosch, Schwarz und Sági erhalten, dieses jedoch abgelehnt. Eine bereits davor bei der FIFA erwirkte Sperre der Spieler wurde von Australien ignoriert.

### Karriereausklang nach der Demütigung
1964 erfolgte Baumgartners Wechsel zu Sydney Hakoah, dem Verein der jüdischen Gesellschaft von Sydney, dessen Funktionäre schon jahrelang an einer Verpflichtung des Österreichers interessiert waren. Während dieser Zeit nahm Baumgartner auch die australische Staatsangehörigkeit an und war damit auch berechtigt, Australien in internationalen Spielen zu repräsentieren. Nachdem seine lebenslange Sperre vom regionalen Verband aufgehoben wurde, holte ihn der damals auch noch als Spieler aktive Jimmy Kelly in die australische B-Nationalmannschaft, die im Mai dieses Jahres zwei Spiele gegen den FC Everton, der gerade durch Australien tourte, absolvierte. Baumgartner kam, nach der 2:8-Niederlage im ersten Spiel, am 16. Mai 1964 im zweiten Spiel vor rund 40.000 Zuschauern am Sydney Showground zum Einsatz und verlor das Spiel mit der australischen Auswahl mit 1:5. Seine Zeit bei Hakoah endete aufgrund politischer Differenzen sehr abrupt. Da er es leid war, immer nur als Ersatzspieler eingesetzt zu werden, verließ er den Klub und wurde Trainer beim australischen Zweitligisten Sutherland. Seine Karriereende als Spieler wird laut verschiedenen Quellenangaben mit 1964 bzw. 1966 angegeben.
Nach einiger Zeit bei Sutherland übernahm er das Traineramt beim SSC Yugal, einem Klub, der Mitte der 1950er-Jahre von jugoslawischen Immigranten gegründet worden und in der NSW State League First Division vertreten war. Mit Yugal gewann er im Jahre 1970 das Finale um den Meistertitel, was der größte Erfolg des 1992 aufgelösten Klubs blieb. Neben seiner Karriere als Trainer eröffnete er ein europäisches Restaurant, das seine Familie nahe an den finanziellen Ruin brachte. Nachdem er mit seinem Betrieb gescheitert war, dachte Baumgartner darüber nach, wieder nach Österreich zurückzukehren und verbrachte einige Tage in seinem Geburtsland, ehe er wieder nach Australien zurückkehrte. Dort erhielt er eine neuerliche Ausbildung in seinem gelernten Beruf als Techniker und erhielt einen Job bei Qantas, wo er in weiterer Folge 20 Jahre lang tätig war. Um mehr Geld zu verdienen, kehrte Baumgartner bald darauf auf Teilzeitbasis als Spielertrainer in den Fußballsport zurück, als er von Sydney Croatia ein lukratives Angebot erhielt.
In den Jahren 1972 bis 1973 war er als Trainer seines ersten australischen Vereins, des Sydney FC Prague, tätig und war, da der Klub zu Beginn des Spieljahres 1973 mit dem SSC Yugal fusionierte, zugleich der letzte Trainer des von tschechoslowakischen Einwanderern gegründeten Klubs. 1974 war er zudem kurzzeitig Trainer von Marconi und arbeitete außerdem im gleichen Jahr als Trainer der Fußballauswahl von New South Wales. Auch als Jugendtrainer bei diversen Vereinen (z. B. Sydney Hakoah) war Baumgartner in dieser Zeit (1970er/1980er) aktiv. Zu einer Zeit, als gerade Spieler wie Mark Bosnich, Zeljko Kalac oder Tony Popovic von den Juniorenteams in den Herrenfußball durchbrachen, fungierte Baumgartner in den späten 1980er Jahren als Director of Coaching bei Sydney Croatia. Auch in den Jahren danach blieb Baumgartner bis kurz vor seinem Ableben im australischen Fußballsport involviert. So setzte er sich unter anderem für die Entwicklung des Sports an der North Coast von New South Wales ein, gab Trainingslehrgänge für angehende Fußballtrainer, agierte als regionaler Director of Coaching und war in seiner Heimatstadt 2009 als Meistertrainer der Coffs Coast Tigers aktiv. Außerdem trainierte er 2011 kurzzeitig die Sawtell Scorpions im Nachbarort Sawtell.
Im Jahre 2001 erhielt er als „Anerkennung für seinen Beitrag den Award of Distinction für herausragenden Service für den Fußball“, was gleichzeitig die Wahl in die Football Federation Australia Hall of Fame bedeutete.
Heute wird Baumgartner als einer der Revolutionäre des Fußballs in Australien angesehen, der mit dem modernen Kurzpassspiel, das er von Wien in den australischen Fußball mitbrachte, die Fußballlandschaft auf dem fünften Kontinent prägte.
Am 17. November 2013 starb Baumgartner im Alter von 81 Jahren in seiner Heimatstadt Coffs Harbour, in die er nach Beendigung seiner Arbeit bei Sydney Croatia Ende der 1980er Jahre bzw. Anfang der 1990er Jahre gezogen war. Er wurde von seiner Frau Helen und den gemeinsamen Kindern Sonja und Ric überlebt. Am 22. November 2013 wurde er in seiner Heimatstadt Coffs Harbour feuerbestattet.